# 호교가
호교가(護敎家)는 2세기 경부터 고대 그리스도교의 반대자에 대해서 교회의 가르침의 정당성을 주장하고, 단지 여러 가지 비난에 대해 반론을 했을 뿐 아니라 본래 이질적인 그리스 사상의 도움을 받아 그리스도교의 내용을 적극적으로 헬레니즘, 로마 세계에 소개한 사상가를 말한다. 그리스도교의 반대자란 유대교도, 성서가 그리스인이라고 부르는 이교도, 그리고 로마의 국가 권력이다. 시대가 경과함에 따라 교회 내부에서 발생한 이단 사상도 추가된다. 이러한 적에 대해 신도 단체의 영적 지도자는 말할 것도 없고, 이단의 철학자와 대등한 논쟁을 할 수 있는 지식인들이 사투를 계속했다. 비난의 내용은 독신(瀆神)·무신론·난륜(亂倫)·유아살해(幼兒殺害) 등이 있다. 이것은 그리스도교의 교의·의식에 대한 오해나 억측에서 생긴 듯하며, 더욱이 이론을 넘어선 혐오감도 덧붙여졌다. 
2세기 초기에 콰드라투스, 아테네의 아리스테이데스가 각기 하드리아누스, 안토니누스 피우스 두 황제에게 호교서(護敎書)를 헌정하였는데, 콰드라투스는 에우세비우스의 ⟪교회사⟫에서 그 존재가 알려져 있을 뿐이나 아리스테이데스는 이교, 유대교로부터의 그리스도교 공격에 대해 처음으로 학문적 태도와 방법을 가지고 대항하였다. 가장 대표적 호교가 유스티누스는 그리스 철학을 구사하여 이교의 철학자와 공통의 언어로써 그리스도교를 설명하고자 노력했다. 2세기 후반의 아테나고라스는 역시 아테네의 철학자로서 유일신교(唯一神敎)의 과학적 논증을 처음으로 시도하고, 이 신앙에 대한 비난도 논박하였다. 이어서 리옹의 사제, 소아시아 신학의 대성자 이레네우스가 ⟪이단반박론(異端反駁論)⟫을 써서 그노시스파를 철저히 배척하고 삼위일체(三位一體)의 일신교를 강조하였다. 